# Західний край

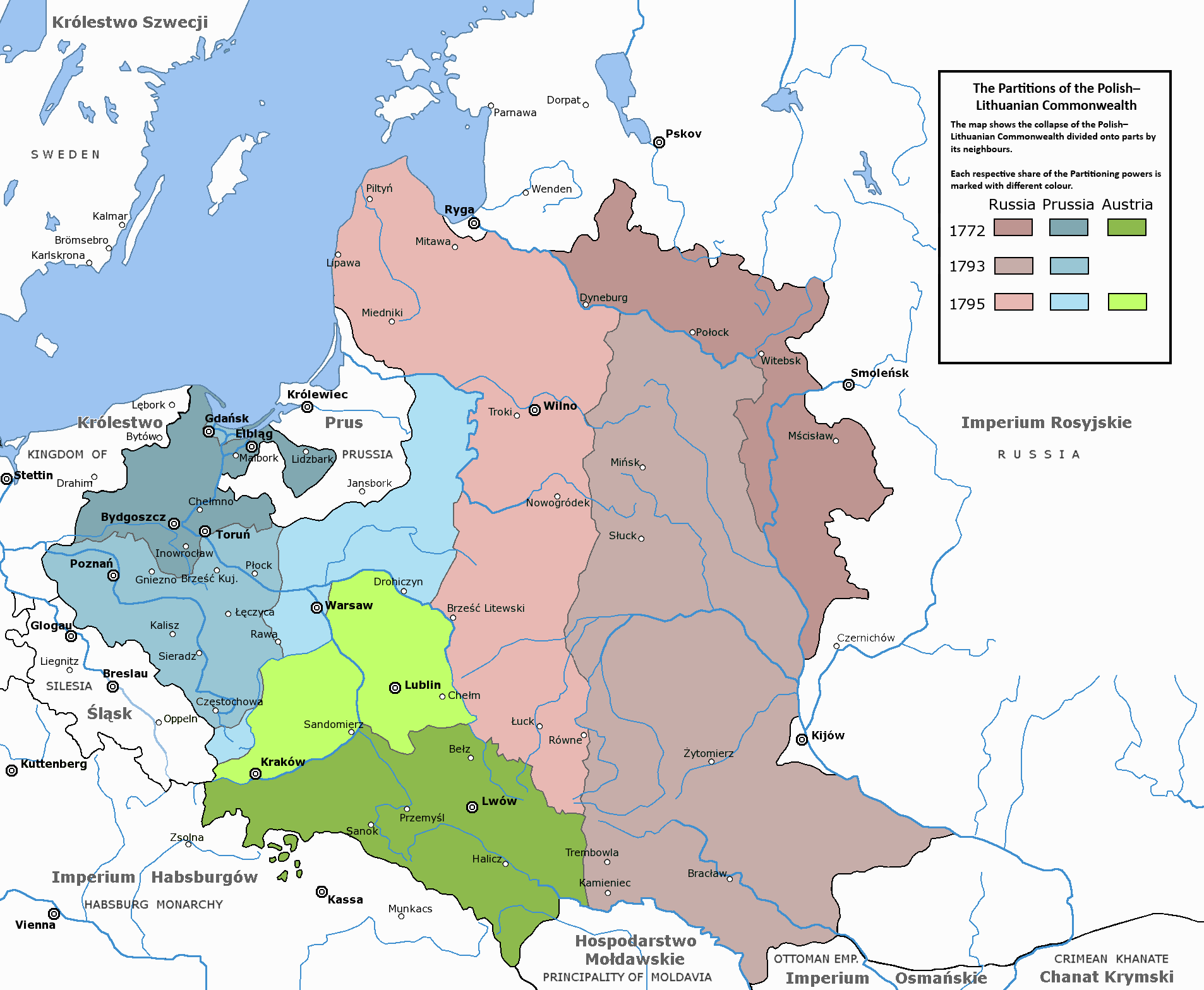
Три поділи Речі Посполитої на мапі

За́хідний край (рос. Западный край, пол. Ziemie zabrane) — неофіційна назва, введена в 1834 році істориком і журналістом Маурицієм Мохнацьким щодо західної частини Російської імперії, за винятком Царства Польського.
Ці території — були приєднані до Росії під час поділів Речі Посполитої наприкінці 18 століття (1772, 1793 і 1795) — були також відомі в Польщі, як «забрані землі» (пол. ziemie zabrane).
До Західного краю були віднесені такі землі Речі Посполитої:
- з першого поділу Речі Посполитої (1772): Латвія (Латгалія), північна частина Полоцького воєводства, все Мстиславське і Вітебське воєводство, а також південно-східна частина Мінського воєводства (близько 92000. км ²)
- З Другого поділу Речі Посполитої (1793): частина, що залишилося Мінського воєводства, все Київське воєводство, Брацлавське воєводство і Віленське воєводство, частина Подільського воєводства та східна частина Волинського воєводства та Берестейське воєводство (близько 250 000 км ²)
- З Третього поділу Речі Посполитої (1795): всі території на схід від Бугу і (близько 120000. км ²) (після 1807 р., Білостоцька область).

Цей терен ніколи не був офіційною адміністративною одиницею Росії, але є загальною назвою для двох одиниць Північно-Західного краю і Південно-Західного краю.
Західний край складався з 9 губерній: 6 білоруських і литовських у складі Північно-Західного краю (Віленська губернія, Ковенська губернія, Гродненська губернія, Мінська губернія, Могилевська губернія і Вітебська губернія) і 3 українських у складі Південно-Західного краю (Волинська губернія, губернаторство Подільська губернія і Київська губернія).